# 2301 Вітфорд
2301 Вітфорд (2301 Whitford) — астероїд головного поясу, відкритий 20 листопада 1965 року.
Тіссеранів параметр щодо Юпітера — 3,133.